# Habenaria culicina
Habenaria culicina är en orkidéart som beskrevs av Heinrich Gustav Reichenbach och Johannes Eugen ius Bülow Warming. Habenaria culicina ingår i släktet Habenaria och familjen orkidéer. Inga underarter finns listade i Catalogue of Life.